# Nematistiidae
Nematistiidae é uma família de peixes da subordem Percoidei, superfamília Percoidea. São peixes marinhos, representados por um único género, Nematistius, e por uma única espécie, Nematistius pectoralis.